# Râul Arkansas

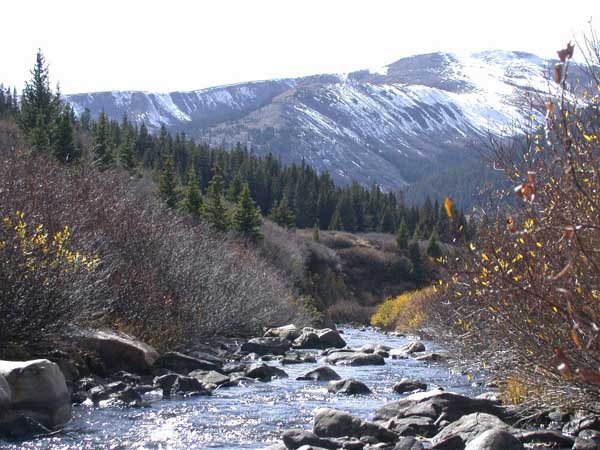
Cursul superior al râului Arkansas lângă Leadville, Colorado

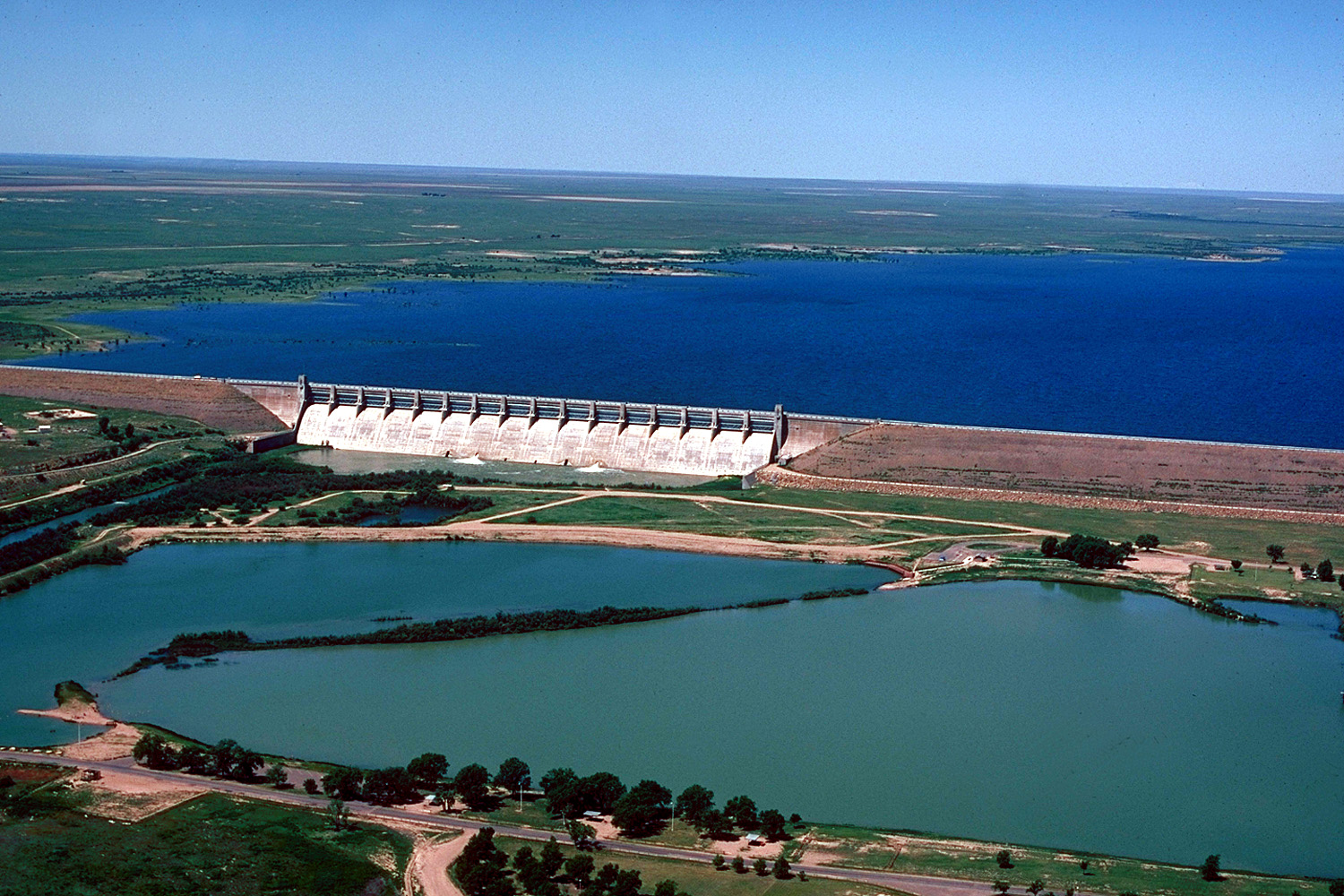
Barajul şi lacul de acumulare John Martin pe râul Arkansas în comitatul Bent, Colorado

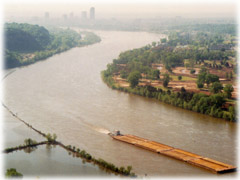
Cursul inferior al râului Arkansas

Fluviul Arkansas (în original, în engleză, Arkansas River) este un afluent major al fluviului Mississippi în Statele Unite ale Americii. Cu o lungime de 2.334 km, Arkansas este al șaselea curs de apă ca lungime din Statele Unite , al doilea ca lungime în sistemul hidrografic Mississippi - Missouri și al 45-lea fluviu ca lungime din lume. Bazinul hidrografic al fluviului acoperă o suprafață de circa 505.000 km² , iar debitul mediu la vărsare este de 240 m³/s.

## Descriere

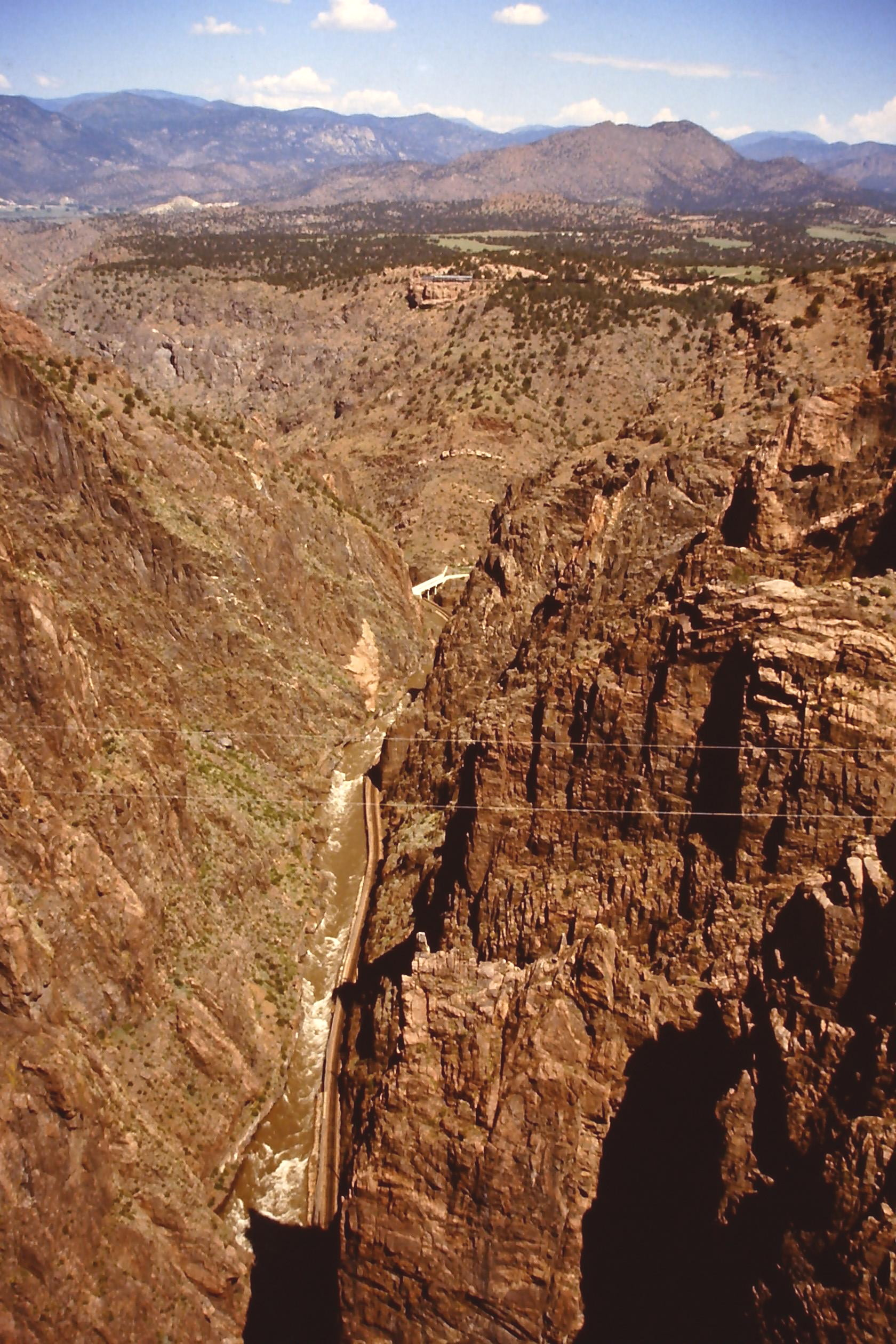
Royal Gorge

Râul izvorăște lângă Leadville, în lanțul Sawatch din Munții Stâncoși din comitatul Lake County din statul american Colorado și curge în general spre est și sud-est, traversând statele Colorado, Kansas, Oklahoma și Arkansas, vărsându-se în Mississippi la Napoleon, Arkansas.
Râul prezintă trei zone distincte de-a lungul cursului său.
Cursul superior se prezintă ca un torent de munte abrupt, coborând 1400 de metri în 193 km. Această zonă cuprinde numeroase defilee și canioane, între care Royal Gorge, peste care se întinde cel mai înalt pod suspendat din lume, la o înălțime de peste 321 m deasupra râului.
În aval de Pueblo, Colorado, râul se lărgește și începe traversarea Marilor Câmpii. Râul se transformă într-un râu tipic de câmpie, cu maluri late și joase care după părăsirea statului Colorado traversează statul Kansas și nordul statutului Oklahoma.
Dincolo de Tulsa, Oklahoma, râul devine navigabil și pentru barje și nave fluviale mari, datorită numeroaselor baraje care îl împart într-o serie de lacuri de acumulare.
Dacă debitul râului Arkansas, măsurat în centrul statului Kansas, era în perioada 1944-1963 în medie de aproximativ 7 m³/s, în perioada 1984-2003 el a scăzut la o medie de 1,5 m³/s, mai ales datorită folosirii apei freatice pentru irigare în estul statului Colorado și vestul statului Kansas.

## Istoric
Malurile râului Arkansas au fost locuite încă din preistorie de numeroase triburi de indieni nativi nord-americani, dar primii europeni care au ajuns la râul au fost membrii expediției lui Coronado în 29 iunie 1541. Câțiva ani mai târziu, Hernando de Soto a descoperit locul de vărsare al râului în fluviul Misssissippi. Numele "Arkansas" a fost dat pentru prima dată de Jacques Marquette, care în 1673 a folosit forma Akansa în jurnalul său de călătorie.
În 1819, Tratatul Adams-Onís fixa o parte a graniței dintre SUA (Teritoriul Arkansas) și Mexic pe râul Arkansas, situație care a rămas neschimbată până la anexarea statului Texas și războiul din 1846.

## Afluenți principali
- Cimarron
- Salt Fork
- Canadian River

## Orașe importante
Principalele orașe de-a lungul râului Arkansas sunt
- Pueblo, Colorado
- Wichita, Kansas
- Tulsa, Oklahoma
- Fort Smith, Arkansas
- Little Rock, Arkansas